# جاستن غروف
جاستن غروف (بالإنجليزية: Justin Grove)‏ هو لاعب كرة قدم أمريكي في مركز الوسط، ولد في 7 نوفمبر 1988 في ريتشموند في الولايات المتحدة. لعب مع ريتشموند كيكرز.